# Es lebe der König, der Vater im Lande
Es lebe der König, der Vater im Lande (BWV Anhang 11) ist eine weltliche Kantate von Johann Sebastian Bach, die er im August 1732 in Leipzig für den Namenstag des Kurfürsten des Kurfürstentums Sachsen August II. aufführte. Dessen Musik ist verschollen. Der Text dieser Bachkantate stammt von Christian Friedrich Henrici (auch als Picander bekannt) und war in seinem Werk Ernst-Schertzhaffte und Satyrische Gedichte, Teil IV veröffentlicht worden.
Der erste Satz diente wahrscheinlich als Vorlage für die Kantate Preise dein Glücke, gesegnetes Sachsen, BWV 215 – ein Werk, das Bach 1734 kurzfristig komponierte. BWV 215 ist für einen Doppelchor und ein festliches Orchester mit Trompeten und Pauken besetzt.
Die Kantate zählt zu den Festwerken der Universität Leipzig, Festmusiken zu Leipziger Universitätsfeiern.